# Sibirski anticiklon
Sibirski anticiklon je plitvo, kvazistacionarno območje visokega zračnega pritiska, ki se pozimi ustvarja nad Sibirijo. Tam se velike površine kopnega in zraka v zimskem času zaradi dolgih noči močno radiacijsko ohladijo, kar povzroči nastanek anticiklona, ki pa le redko sega višje od 2500 metrov v višino. 
Sibirski anticiklon prinaša suh in izredno mrzel zrak v zimskem času tudi v Slovenijo.